# كريستين ميلوتي
كريستين ميلوتي (بالإنجليزية: Cristin Milioti)‏ مواليد 16 أغسطس 1985 في نيو جيرسي، الولايات المتحدة، هي ممثلة أمريكية بدأت مسيرتها الفنية عام 2006.

## الأعمال

### أفلام
- ذئب وول ستريت

### مسلسلات
- كيف قابلت أمكما
- آل سوبرانو
- the penguin
- black mirror

## روابط خارجية
- كريستين ميلوتي على موقع IMDb (الإنجليزية)
- كريستين ميلوتي على موقع روتن توميتوز (الإنجليزية)
- كريستين ميلوتي على موقع ألو سيني (الفرنسية)
- كريستين ميلوتي على موقع ميوزك برينز (الإنجليزية)
- كريستين ميلوتي على موقع قاعدة بيانات برودواي على الإنترنت (الإنجليزية)
- كريستين ميلوتي على موقع أول ميوزيك (الإنجليزية)
- كريستين ميلوتي على موقع ديسكوغز (الإنجليزية)
- كريستين ميلوتي على موقع قاعدة بيانات الفيلم (الإنجليزية)